# Ґрунтові ресурси України
В Україні досить різноманітні природні умови, що зумовлено знаходженням на її території таких фізико-географічних зон, підзон, провінцій, областей, як Полісся, Лісостеп, Степ, Карпатський і Кримський гірські масиви. Для кожного з цих природних підрозділів території України характерні особливі, властиві тільки їм, показники довкілля: рослинний і тваринний світ, гірські породи, клімат, рельєф, вік території, виробнича діяльність людини (яка, між іншим, суттєво змінює утворені природні комплекси). В. В. Докучаєв — засновник генетичного ґрунтознавства — визначив, що «ґрунт — це дзеркало ландшафту». Тому в природних умовах існує велика різноманітність ґрунтів, що відповідає різноманітності природи України.
Великомасштабне ґрунтове обстеження території України, проведене в 1957—1961 рр., дало можливість оцінити вплив довкілля на характер ґрунтоутворення. За матеріалами цього обстеження було виділено 632 види ґрунтів. А вже за матеріалами повторного обстеження основної території держави (корегування матеріалів ґрунтового обстеження), яке проводилося ґрунтознавцями Укрземпроєкту, нині нараховують близько 800 видів ґрунтів. Серед яких переважають чорноземи опідзолені, типові, звичайні та південні (загальна їх частка перевищує 60 %). Значне поширення також мають лучно-чорноземні й лучні (7,2 %), сірі лісові (6,3 %), дерново-підзолисті й дернові опідзолені (6,0 %), темно-сірі опідзолені (4,7 %), темно-каштанові й каштанові солонцюваті (3,1 %), торфові ґрунти (1,4 %). Якщо до цієї кількості ґрунтів додати їх підрозділи за гранулометричним складом (різновиди) і материнськими породами (розряди), то їх кількість зростає у межах України майже до трьох тисяч. Кожний ґрунт має свій, характерний лише йому — профіль, а головне — родючість.
ПЛОЩІ ОСНОВНИХ ҐРУНТІВ УКРАЇНИ І СТУПІНЬ ЇХ РОЗОРАНОСТІ[джерело?]
| Назва ґрунтів                                 | Площі ґрунтів | Площі ґрунтів         | Площі ріллі | Площі ріллі         | Площі ріллі |
| Назва ґрунтів                                 | тис.га        | % від загальної площі | тис.га      | % від площі ґрунтів | % ріллі     |
| Дерново-підзолисті супіщані і глинисто-піщані | 1573,0        | 3,5                   | 1015,0      | 64,5                | 3,5         |
| Дерново-підзолисті оглеєні                    | 1916,9        | 4,3                   | 1140,7      | 59,5                | 3,6         |
| Сірі лісові                                   | 7924,0        | 17,8                  | 6719,1      | 84,8                | 21,3        |
| Чорноземи типові на лесах                     | 6272,2        | 14,1                  | 5731,4      | 91,4                | 18,1        |
| Чорноземи звичайні на лесах                   | 10395,0       | 23.4                  | 8760,0      | 84,3                | 27,7        |
| Чорноземи південні переважно на лесах         | 6237,9        | 14,1                  | 4662,4      | 74,7                | 14,8        |
| Лучно-чорноземні переважно на лесах           | 1124,9        | 2,5                   | 700,7       | 62,3                | 2,2         |
| Темно-каштанові й каштанові на лесах          | 1489,9        | 3,4                   | 1241,0      | 83,3                | 3,9         |
| Лучні переважно на алювії                     | 1936,1        | 4,4                   | 663,0       | 34,2                | 2,1         |
| Болотні, торфово-болотні і торфовища          | 2061,8        | 4,6                   | 78,5        | 3,8                 | 0,2         |
| Солонці і осолоділі                           | 537,8         | 1,2                   | 256,1       | 47,6                | 0,8         |
| Дернові                                       | 1627,1        | 3,7                   | 396,3       | 24,4                | 1,3         |
| Буроземні, дерново-буроземні                  | 956,4         | 2,2                   | 192,7       | 20,1                | 0,6         |
| Коричневі гірські, гірськолучні               | 41,8          | 0,1                   | 7,2         | 17,2                | 0,02        |
| Виходи порід та зольники                      | 311,0         | 0,7                   | 21,6        | 6,9                 | 0,1         |
| Разом                                         | 44 406        | 100,0                 | 31586,3     | 71,7                | 99,9        |

Як відомо, у Поліссі домінують дерново-підзолисті, болотні й торфові ґрунти, у Лісостепу — чорноземи типові та опідзолені (світло-сірі, сірі, темно-сірі, чорноземи вилуговані) ґрунти, у Степу — чорноземи звичайні, південні, у Сухому Степу — каштанові ґрунти, а в Карпатських горах — буроземи. Ці ґрунти достатньо добре досліджено з генетичної й виробничої думки, визначено їх агропотенціал. Але слід зазначити, що за останні пів століття антропогенний чинник дуже сильно змінив довкілля, а відповідно і ґрунти. В аграрному секторі економіки використовується майже 74 % від загальної площі земель України, в тому числі орних — близько 32 млн га.